# Elvira Salazar
Elvira C. Salazar (ur. 16 lipca 1958) – kolumbijska strzelczyni, olimpijka, multimedalistka imprez rangi kontynentalnej.

## Kariera
Specjalizowała się w strzelaniach z pistoletu. Uczestniczka Letnich Igrzysk Olimpijskich 1984, na których zajęła 21. miejsce w pistolecie sportowym z 25 m (udział wzięło 30 zawodniczek). Startowała w zawodach Pucharu Świata – m.in. osiągnęła 2. miejsce w pistolecie sportowym z 25 m podczas zawodów w Meksyku w 1986 roku.
Multimedalistka imprez rangi kontynentalnej. Na igrzyskach panamerykańskich zdobyła brązowy medal w drużynowym strzelaniu z pistoletu sportowego z 25 m (1991). W tej samej konkurencji była m.in. na 7. miejscu indywidualnie podczas Igrzysk Panamerykańskich 1987. Indywidualnie zdobyła brązowy medal Mistrzostw Ameryki 1981. Najwięcej miejsc na podium osiągnęła jednak podczas igrzysk Ameryki Środkowej i Karaibów – w czasie tej imprezy wywalczyła 5 medali, w tym 3 drużynowo. W zawodach indywidualnych zdobyła srebro w pistolecie pneumatycznym z 10 m (1986), a także brąz w pistolecie sportowym z 25 m (1990).

## Wyniki

### Igrzyska olimpijskie
| Igrzyska         | Konkurencja             | Wynik                        | Miejsce | Źródło |
| ---------------- | ----------------------- | ---------------------------- | ------- | ------ |
| Los Angeles 1984 | Pistolet sportowy, 25 m | 565 pkt. (94–94–97–94–88–98) | 21      | [ 1 ]  |